# ドミニツ・マロフ
ドミニツ・マロフ（Dominic Maroh、1987年3月4日 - ）は、ドイツ・バーデン＝ヴュルテンベルク州ニュルティンゲン出身でスロベニア国籍の元プロサッカー選手。元スロベニア代表。現役時代のポジションは、ディフェンダー。
ドミニク・マローとも表記される。

## クラブ経歴
2000年からSSVロイトリンゲンの下部組織で育成され、2006年にトップ昇格。2008年6月に1.FCニュルンベルクIIに移籍。2008年11月7日のFSVフランクフルト戦でプロ初出場。23日のSpVggグロイター・フュルト戦でプロ初ゴールを挙げた。
2012年6月に現所属の1.FCケルンに2年契約で加入。

## 代表歴
マロフ自身はドイツ生まれだが父親がスロベニア人だったため、スロベニア代表として出場する権利も所持していた。本人も当初スロベニア代表として出場する意志があることを表明していたが、一転してドイツ代表での出場を望むようになった。
2012年8月、結局マロフはスロベニア代表の招集に応じ、親善試合のルーマニア代表戦に出場した。